# طنب (ريمة)

تعديل مصدري - تعديل

طنب أو قرية طنب هي قرية جبلية في عزلة حورة بمديرية الجبين التابعة لمحافظة ريمة اليمنية، بلغ تعداد سكانها 466 نسمة حسب إحصاء اليمن لعام 2004.

## المحلات التابعة للقرية
- النشمه
- تولب
- حمور
- حبور
- البرحة
- الصفاح
- بيت المصبحي

## روابط خارجية
- الدليل الشامل